# QunQun
Qun☆RiniU（きゅんきゅんりにゅー）は、2011年1月9日に結成された福岡県福岡市を拠点に活動する日本のアイドルグループである。「ご当地アイドル殿堂入り」。

## 概要
QunQun（キュンキュン）とは「九州キューピッツ」の略で、「九州を盛り上げる天使たち」という意味が込められている。「九州発部活系アイドルグループ」として、日本国内を初め・アジア各国で活躍出来るアイドルグループを目指して活動しており、月二回のペースで定期ライブを行っているほか、地元の催し物から海外のイベントに至るまで多数のイベントに出張する「会いにいくアイドル」とでもいうべき活動スタイルをとっている。
また、ソーシャルメディアでの活動にも力を入れており、SHOWROOMにてそれぞれが個人配信している。また、メンバー各自がアメーバブログやtwitterに公式アカウントを所持しSNSを通じてファンとの密なコミュニケーションを図っている。
2012年USTREAM大賞 12位
ぴあが運営する情報サイト「ウレぴあ総研」の主催する「2012年、注目のご当地アイドルは？」という調査が行われた。この調査は三大都市圏（東京・大阪・愛知）以外で活動中のアイドルグループ総勢78組を対象にしたもので、地方予選（各地方、福岡の合わせて8ブロック）、東日本、西日本ブロック予選、最終予選と3回に分けて約1ヶ月にわたって行われた。QunQunはこの調査で全国第1位を達成している。
2013年3月2日に東京都のライブハウス「恵比寿LIVE GATE TOKYO」にて初の東京公演を開催している。
2022年６月に「QunQun」から「Qun☆RiniU（きゅんきゅんりにゅー）」に改名して再出発。以降６名活動を続けている。

## 略歴

### 2011年
- 1月9日 - お披露目
- 9月18日 - 1st シングル「ギフト」を発売。
- 11月3日 - ベストホールにて、初の単独公演「QunQun First Live 2011 〜 Starry Night 〜」を開催。
- 12月4日 - エレガントコレクション2011にてファン投票により第2回目のレギュラーメンバー選考が行われた。
- 12月7日 - 全国デビューCD「プラネタリウム」をユニバーサル・ミュージックより発売。
- 12月28日 - Guild Cafe Costa にて、「Music@QunQun 2nd MQB Live Special」を開催。

### 2012年
- 1月9日 - Guild Cafe Costa にて、「QunQun 一周年記念イベント All@QunQun 公開 USTREAM 配信」を開催。
- 4月30日 - 中洲ショーシアタースターゲイトにて、第1回QunQunライブを開催。以降定期ライブを開催する。
- 7月8日 - エレガントコレクション2012にてファン投票により第3回目のレギュラーメンバー選考が行われた。

### 2013年
- 3月2日 - 恵比寿LIVEGATE TOKYOにて、キュンキュンがやって来るキュン！キュン！キュン！「ご当地アイドル日本一！QunQun東京ご挨拶公演＠恵比寿LIVEGATE」を開催。
- 4月28日 - 福岡市中央区 スカラエスパシオにて、「QunQunライブ&レギュラー総選挙＠スカラエスパシオ」を開催。ファン投票により第4回目のレギュラー総選挙が行われた。

### 2016年
- 4月29日 - この日を最後に「レギュラー総選挙」を終了[4]。以後3グループ制に移行。
- 11月 - サテライトキッズをQunQunから分離・独立させ、「白金（しろがね）アイドル塾」として活動開始。

### 2017年
- 3月31日 - 派生ユニット『四色定理』がこの日を最後に解散。
- 10月8日 - 新体制移行後初となる新規メンバー・第8期生をお披露目。

### 2018年
- 7月20日 - SHOWROOMイベント「Road to TIF 2018」にて見事1位を獲得し、TOKYO IDOL FESTIVAL 2018への出演権利を獲得。
- 8月3日 - SHOWROOMイベント「Road to TIF 2018」にて目標支援ポイント900万ポイントを達成し、13枚目となる限定版記念CD「Fire〜スペルエストレージャ〜」を1000枚限定で発売。
- 8月4日 - TOKYO IDOL FESTIVAL 2018 メインステージであるHOT STAGEに出演。
- 8月5日 - TOKYO IDOL FESTIVAL 2018 フジテレビ湾岸スタジオ内の屋内ステージDOLL FACTORYに出演。

### 2020年
- 4月 - 緊急事態宣言中無観客ライブやそれぞれの自宅でリモートライブをするなどYouTubeやSHOWROOM、ツイキャスの配信を通してコロナ禍でもライブ活動を行った。

- 5月 - コロナ自粛期間を経てメンバーとファンでオリジナル楽曲を作る。10月4日の正規ライブにて「Re:FlyFlag(ﾌﾗｲﾌﾗｯｸﾞﾘﾌﾚｲﾝ)」がお披露目される。

- 8月29日 - SHOWROOMにて「届け！笑顔！だんだんなぁ」24時間配信に挑戦。配信内で山田みあの地元である人吉へ被災地義援金募金を募る。後日本人が地元へ届けた。配信内では田野江莉香がフルマラソンを成功させた。

### 2021年
- 1月9日 - DRUMLOGOSで10周年公演。メンバーたっての希望で200枚チケットソールドアウトの目標を掲げた10周年ライブ。当日大雪に見舞われたが無事成功させた。結成10年を迎えたことで日本ご当地アイドル活性協会より『ご当地アイドル殿堂入り』に認定された[5]。

### 2022年
- 5月6日 - この日の外部出演ライブを以て旧体制としての活動を終了。一部メンバーは同月22日の自主ライブ公演まで活動[6]。
- 6月4日 - Qun☆RiniUに改名[6][7]。

### 2023年
- 1月31日 - メンバー２名が活動辞退となり体制立て直しのため活動休止。
- 3月5日 - YouTubeの公式チャンネル生配信で新メンバーを発表。

## メンバー
QunQunのメンバーは結成当初レギュラー、サポートレギュラー、卵、研究生に分かれており、ファン投票の順位によって割り振るシステムとなっていた。ファン投票は公演のチケットやCD、グッズなどについている投票券によって行われた。任期は6か月で任期を全うすることを表明したメンバーがレギュラー総選挙に参加することが出来た。制服もそれぞれ違うが、例外もあった。
レギュラー
ファン投票で1位から13位のメンバーで構成される。いわゆる選抜メンバーであり、アイドル対抗ライブ等でメイン出演やイベント・自主ライブで活躍する。制服は上はブラウスの上にリボンやハート型の襟などがついた黒いベストのような上着、下は赤や白の布がついた黒のスカートまたは、ピンクのワンピースと髪飾り。
サポートレギュラー
14位から19位のメンバーにより構成される。イベントや自主ライブで活躍するほか、レギュラーのかわりに出演することもある。制服はピンクのワンピースと髪飾り。
卵
20位から下のメンバーにより構成される。自主ライブで活躍するほか、イベントに出演する可能性もある。制服は上はブラウスに短いネクタイを付け、下はピンク色のチェックのスカート。
研究生
自主ライブで活躍するほか、イベント等のお手伝いとして参加する。制服は上はブラウスに短いネクタイを付け、下には茶色のチェックのスカート。
このシステムはAKB48をモデルとしたものであったが、諸事情により2016年4月を最後に終了、以後はメンバーを3グループに分けた新体制に移行して活動している。同時に新体制を印象付けるため従来と異なるイメージの新たな制服も導入された。

### 旧体制最終メンバー
3期までのメンバーは2018年3月を以って全員が卒業・脱退。
|  | 名前       | よみ          | ニックネーム | 加入期 | 生年月日 | サイリウムの色   | 備考&ブログ                                        |
|  | ---------- | ------------- | ------------ | ------ | -------- | ---------------- | -------------------------------------------------- |
|  | 永尾花菜子 | ながお かなこ | かなやん     | 4期    | 6月4日   | オレンジ         | 永尾 花菜子@QunQunエレガントプロモーションのブログ |
|  | 田野江莉香 | たの えりか   | 田野さん     | 5期    | 8月19日  | ﾋﾟﾝｸ&ｴﾒﾗﾙﾄﾞｸﾞﾘｰﾝ | 田野 江莉香@QunQunエレガントプロモーションのブログ |
|  | 宮本亜美   | みやもと あみ | あみーゴ     | 6期    | 10月8日  | 白               | 宮本亜美@QunQunエレガントプロモーション            |
|  | 山田みあ   | やまだ みあ   | みあち       | 8期    | 5月22日  | 紫               | 山田みあ@QunQun Twitter                            |
|  | 井上梨花   | いのうえ りか | りっか       | 9期    | 4月18日  | 赤               | 井上梨花@QunQun Twitter                            |
|  | 大場ちひろ | おおば ちひろ | ちーちゃん   | 9期    | 5月11日  | 緑               | 大場ちひろ@QunQun Twitter                          |
|  | 小田 樹    | おだ みき     | おだみき     | 9期    | 12月31日 | 水色             | 小田樹@QunQun Twitter                              |
|  | 桜庭めぐ   | さくらば めぐ | めぐたん     | 9期    | 8月25日  | ピンク           | 桜庭めぐ@QunQun Twitter                            |
|  | 桃瀬みかな | ももせ みかな | みかにゃ     | 9期    | 9月29日  | 黒               | 桃瀬みかな@QunQun Twitter                          |

### Qun☆RiniUメンバー
| 名前      | よみ            | ニックネーム | 生年月日 | サイリウムの色 | 備考 |
| --------- | --------------- | ------------ | -------- | -------------- | ---- |
| 井上 梨花 | いのうえ りか   | りっか       | 4月18日  | 赤             |      |
| 葵 ひなた | あおい ひなた   | ひなちゃん   | 6月30日  | 黄色           |      |
| 南 有紗   | みなみ ありさ   | ありさ       | 10月26日 | 青             |      |
| 星宮 心愛 | ほしみや ここな | ここちゃん   | 10月13日 | 紫             |      |
| 三浦 碧依 | みうら あおい   | あーちゃん   | 11月15日 | オレンジ       |      |
| 西野 七海 |                 |              |          |                |      |

#### 元メンバー
- 桜庭めぐ - 家庭の事情により事務所を退所[8]
- 誠道心明 - 2023年1月いっぱいで脱退、残余の仕事を片付けて退所し上京[8]

### 元四色定理
派生ユニット。2017年3月31日を以って解散。
| 名前     | よみ          | ニックネーム | 加入期 | 生年月日               | サイリウムの色                    | 備考&ブログ |
| -------- | ------------- | ------------ | ------ | ---------------------- | --------------------------------- | ----------- |
| 井上りな | いのうえ りな | りなぽん     | 1期    | 1993年9月24日（31歳）  | （上…白、下…オレンジ） または、白 |             |
| 大野香澄 | おおの かすみ | かっすん     | 1期    | 1993年7月19日（31歳）  | ピンク                            |             |
| 井村美織 | いむら みおり | おりりん     |        | 1998年10月14日（26歳） |                                   |             |

### 卒業生
基本的に卒業ライブを行って退団したメンバーに限る。
| 名前         | よみ            | ニックネーム            | 加入期 | 生年月日               | サイリウムの色                                         | 備考&ブログ |
| ------------ | --------------- | ----------------------- | ------ | ---------------------- | ------------------------------------------------------ | --- |
| 深谷理紗     | ふかたに りさ   | りさるん                | 1期    | 1992年6月20日（32歳）  | オレンジ                                               | 2012年7月1日に卒業 元Wセンター（ - 2012年7月1日） 週刊ヤングジャンプ ギャルコン2011 グランプリ受賞 深谷理紗オフィシャルブログ 「りさるんるん♪ぶろぐ」 |
| 吉岡ひかる   | よしおか ひかる | ひぃ しかちゃん         | 1期    | 1994年9月10日（30歳）  | 青                                                     | 2012年11月25日に卒業 FACo x ファイブスターウェディング シンデレラガールコンテスト グランプリ受賞                                                      |
| 岡本柚果     | おかもと ゆか   | ゆか坊                  | 2期    | 1999年3月24日（25歳）  | 黄色                                                   | 2013年8月25日に卒業 |
| 磯邊チェスカ | いそべ ちぇすか | ちぇすこん              | 2期    | 1991年3月29日（33歳）  | 黄色                                                   | 2013年9月29日に卒業ライブ |
| 河村ちさと   | かわむら ちさと | ちいちゃん しし神       | 1期    | 1989年11月11日（35歳） | オレンジ                                               | 2013年9月29日に卒業ライブ |
| 吉田真野     | よしだ まや     | まや                    | 1期    | 1990年6月6日（34歳）   | 紫                                                     | 2013年9月29日に卒業ライブ |
| 桜田優里     | さくらだ ゆり   | ゆりたん                | 1期    | 1993年10月8日（31歳）  | 赤                                                     | 2013年9月29日に卒業ライブ |
| 江嶋綾恵梨   | えじま あえり   | あえりんご りんごちゃん | 1期    | 1996年5月4日（28歳）   | 赤                                                     | 2013年9月29日に卒業ライブ |
| 未来もも     | みく もも       | みくもも                | 1期    | 1996年9月18日（28歳）  | オレンジ                                               | 2015年2月8日に卒業ライブ |
| 吹本侑花里   | ふきもと ゆかり | ゆかぱん                | 2期    | 1992年4月9日（32歳）   | 黄色と白                                               | 2015年2月8日に卒業ライブ |
| 永岡沙也佳   | ながおか さやか | さやさや                | 2期    | 1989年9月23日（35歳）  | 青と黄色                                               | 2015年2月8日に卒業ライブ |
| 友岡美希     | ともおか みき   | みきモチ                | 2期    | 1992年8月9日（32歳）   | 緑                                                     | 2015年2月8日に卒業ライブ |
| 塚本唯衣     | つかもと ゆい   | ゆいごん                | 2期    | 1999年6月11日（25歳）  | （上…ピンク、下…白）                                   | 2015年2月8日に卒業ライブ |
| 二見志歩     | ふたみ しほ     | しーちゃん              | 4期    | 1995年5月27日（29歳）  | 白                                                     | 2015年2月8日に卒業ライブ |
| 松樹りな     | まつき りな     | まつりな                | 3期    | 1991年9月3日（33歳）   | ピンク                                                 | 2015年2月22日に卒業ライブ |
| 山崎美依和   | やまさき みいわ | みいわ                  | 3期    | 1997年8月19日（27歳）  | オレンジ                                               | 2015年2月22日に卒業ライブ |
| 中山佳苗     | なかやま かなえ | かなえっぴ              | 3期    | 1995年9月25日（29歳）  | 白と黄色                                               | 2015年2月22日に卒業ライブ |
| 姫川れいあ   | ひめかわ れいあ | れいちぃ                | 2期    | 1996年5月24日（28歳）  | 水色                                                   | 2015年3月29日に卒業ライブ |
| 西澤亜希     | にしざわ あき   | あっきー                | 2期    | 1987年6月3日（37歳）   | きいろ                                                 | 2014年2月に卒業 |
| 内村奈緒     | うちむら なお   | なっちゃん              | 1期    | 1998年12月29日（26歳） | ピンク                                                 | 2016年3月29日に卒業ライブ |
| 櫻井遥       | さくらい はるか | はーたん                | 5期    | 6月9日                 | （上…赤、下…ベピーピンク）、オレンジ） または、3本持ち | 2017年4月2日に卒業ライブ |
| 阿比留美幸   | あびる みゆき   | あびるん                | 4期    | 1992年4月1日（32歳）   | 紫                                                     | 2017年12月31日に卒業ライブ 新体制移行後Bグループ所属                                                                                                  |
| 浪治彩花     | なみじ あやか   | あややん                | 2期    | 1999年1月28日（26歳）  | （上…黄色、下…白） または、                            | 2018年3月18日に卒業ライブ 新体制移行後Aグループ所属                                                                                                   |

## ディスコグラフィー

### シングル
| #                                                     | リリース                                   | タイトル                                   | 販売形態                                            | 規格品番                                    |
| スウォード株式会社（インディーズレーベル）            | スウォード株式会社（インディーズレーベル） | スウォード株式会社（インディーズレーベル） | スウォード株式会社（インディーズレーベル）          | スウォード株式会社（インディーズレーベル）  |
| ----------------------------------------------------- | ------------------------------------------ | ------------------------------------------ | --------------------------------------------------- | ------------------------------------------- |
| 1st                                                   | 2011年12月7日                              | プラネタリウム                             | CD+DVD                                              | POCE-14401                                  |
| 2014elegant promotion co. ltd（インディーズレーベル） |                                            |                                            |                                                     |                                             |
| 2nd                                                   | 2014年11月19日                             | らいばる                                   | CD                                                  | CSQN-00010                                  |
| 2015elegant promotion co. ltd（インディーズレーベル） |                                            |                                            |                                                     |                                             |
| 3rd                                                   | 2015年8月5日                               | ICEWEET                                    | CD（TYPE-A） CD（TYPE-B） CD（TYPE-C） CD（TYPE-D） | CSQN-00011 CSQN-00012 CSQN-00013 CSQN-00014 |

### 限定出荷
会場やイベントの物販、公式ウェブストアの通販での販売

#### CD
- ギフト（2011年9月18日）

収録曲
1. ギフト
2. ギフト（inst）
3. 自己紹介

- 君とラブレター（2012年11月11日）

収録曲
1. 君とラブレター
2. L・LOVE

- きゅんっ、時々せつなくて、後… すき。（2013年3月20日）

収録曲
1. きゅんっ、時々せつなくて、後… すき。
2. WHITE ROAD

- おはよう（2013年4月14日）

収録曲
1. おはよう
2. 涙

- XOXO（読み方：キスハグキスハグ）（2013年4月28日）

収録曲
1. XOXO
2. 君のこと

- オレンジ・ラブ（2013年10月16日）

収録曲
1. オレンジ・ラブ
2. いつかの帰り道

- ぱわふるレインボー（2014年4月27日）

収録曲
1. ぱわふるレインボー
2. ぱわふるレインボー(inst)

- モチベーション（2014年4月27日）

収録曲
1. モチベーション
2. モチベーション(inst)

- ストレス発散（2014年7月27日）

収録曲
1. ストレス発散
2. ストレス発散(inst)

- らいばる（2014年11月19日）

収録曲
1. らいばる
2. らいばる(inst)
3. ぱわふるレインボー(Live.Ver)

- ICEWEET（2015年8月5日）type-Aからtype-Dまで4種類発売

収録曲
1. ICEWEET
2. かけら
3. ICEWEET(inst)
4. かけら(inst)

TYPE-A：グループヴァージョン（02）
TYPE-B：浪治ヴァージョン（02）
TYPE-C：山岡ヴァージョン（02）
TYPE-D：近藤・生田・阿比留ヴァージョン（02）
- ESTRELLA（2016年8月31日）type-Aからtype-Dまで4種類発売

収録曲
　type-A
　1.ESTRELLA (エストレージャ)
　2.turnover(ターンオーバー)
　3.ぱわふるレインボー(remix.ver)
　4.ESTRELLA (エストレージャ) inst
　5.turnover(ターンオーバー) inst
　6.ぱわふるレインボー(remix.ver) inst
　type-B
　1.ESTRELLA (エストレージャ)
　2.れすきゅんQunてぃくる
　3.モチベーション(remix.ver)
　4.ESTRELLA (エストレージャ) inst
　5.れすきゅんQunてぃくる inst
　6.モチベーション(remix.ver) inst
　type-C
　1.ESTRELLA (エストレージャ)
　2.BODY(ボディ)
　3.ストレス発散(remix.ver)
　4.ESTRELLA (エストレージャ) inst
　5.BODY(ボディ) inst
　6.ストレス発散(remix.ver) inst
　type-D
　1.ESTRELLA (エストレージャ)
　2.Sparkling(スパークリング)
　3.らいばる(remix.ver)
　4.ESTRELLA (エストレージャ) inst
　5.Sparkling(スパークリング) inst
　6.らいばる(remix.ver) inst
- Fire〜スペルエストレージャ〜（2018年8月3日）

1.Fire〜スペルエストレージャ〜
2.常夏Check it out!!
3.羽
4.AIR
5.Fire〜スペルエストレージャ〜 inst
6.常夏Check it out!! inst
7.羽 inst
8.AIR inst

#### DVD/Blu-ray
- DVD@QunQun Vol.1（2012年4月30日）
- DVD@QunQun Vol.2（2012年5月30日）

2枚組DVD
1. DVD@QunQun Vol.2
2. DVD@QunQun Live(QunQun第1回定期ライブ、夢ライブの模様を収録)

- DVD@QunQun Vol.3（2012年6月30日）
- FUKATANIRISA@QunQun（2012年7月1日）
- Live@QunQun Vol.1 深谷理沙卒業公演（2012年7月8日）

第5回定期ライブ「絆」『深谷理紗卒業LIVE 〜深谷理紗 燃え尽きます！〜』を収録
- Live@QunQun Vol.2 新レギュラー総選挙2012（2012年7月22日）

2012年7月8日にエレガントコレクション2012にて行われた新レギュラー総選挙を収録
- DVD@QunQun Vol.4（2012年9月9日）
- DVD@QunQun Vol.5（2012年11月25日）
- QunQun 吉岡ひかる卒業ライブ【DVD】（2012年12月30日）

第12回定期ライブ「絆」『吉岡ひかる卒業公演』を収録
- QunQun 吉岡ひかる卒業ライブ【Blu-ray(TM)】（2012年12月30日）

第12回定期ライブ「絆」『吉岡ひかる卒業公演』を収録
- LIVE@QunQun 2013 Endless Road【DVD】（2013年5月25日）

〜新レギュラー総選挙 2013スペシャルライブ〜【DVD】版
- LIVE@QunQun 2013 Endless Road【Blu-ray(TM)】（2013年5月25日）

〜新レギュラー総選挙 2013スペシャルライブ〜【Blu-ray(TM)】版
- LIVE@QunQun 2013 Endless Road Vol.2（2013年7月7日）

〜QunQun新衣装お披露目ライブ〜 ライブカット・エディション【DVD】版
- LIVE@QunQun 2013 Endless Road Vol.2（2013年7月7日）

〜QunQun新衣装お披露目ライブ〜 ライブカット・エディション【Blu-ray(TM)】版
- LIVE@QunQun 2013 Endless Road Vol.3（2013年7月28日）

〜3期生プレデビューライブ 第1部〜【DVD】版
- LIVE@QunQun 2013 Endless Road Vol.3（2013年7月28日）

〜3期生プレデビューライブ 第1部〜【Blu-ray】版
- LIVE@QunQun 2013 Endless Road Vol.4（2013年7月28日）

〜3期生プレデビューライブ 第2部〜【DVD】版
- LIVE@QunQun 2013 Endless Road Vol.4（2013年7月28日）

〜3期生プレデビューライブ 第2部〜【Blu-ray】版
- DVD@QunQun Vol.6（2013年9月29日）

## タイアップ

### タイアップキャンペーン
- 三井住友VISAカード新規入会でもれなくQunQunメンバーの限定サイン入り撮りおとり写真6枚セットプレゼント（2012年12月17日 - 2013年3月17日）[15]
- 福岡県「飲酒運転撲滅キャンペーン」 飲酒運転撲滅メッセンジャーズ 就任（2013年8月25日 - ）[16]

### その他
- QunQunが出演しているTV番組「JAM」と「中華そば 博多商店 博多駅前店」がコラボして、スペシャルコラボラーメン「トマトめん」を17:00から一日限定10杯販売。井上りなが提案した「ミネストローネ風ラーメン」を元にアレンジされた（2013年1月12日 - ）[17]
- 著者のankoが福岡在住である縁でE★エブリスタで発表された小説「愛してうさぎ」（2013年2月23日、三交社）ISBN 978-4879197092 の公式応援隊に就任。「きゅん、時々せつなくて、後…すき」が主題歌に選ばれた[18]。

## 出演

### テレビ
- めんたいワイド - QunQunの紹介映像を放送。（2011年1月28日 18:15 - 19:00、FBS福岡放送）
- NEWS5ちゃん - QunQunの紹介映像を放送。（2011年9月2日 18:15 - 19:00、FBS福岡放送）
- FBS元気まつり絆SP〜ひとりの元気はみんなの元気！〜 - 「深谷理紗」が出演。（2012年3月17日 13:30 - 16:55、FBS福岡放送）
- 情報発信型パチンコバラエティ番組 YAMAGUCHI パチンコ研究所 - 「井上りな」が出演。
（2012年4月24日 24:50 - 25:20、TYSテレビ山口）
- 芸能★BANG+ - 「深谷理紗」が出演。（2012年4月24日 23:58 - 24:53、日本テレビ系列）
- マニア・マニエラ - 「大野香澄、井上りな、長濱由紀」が出演。
（2012年5月24日 02:00 - 02:15、2012年5月25日 02:10 - 02:25、TNCテレビ西日本）
- ばりすごタイムス 夏休みSP - 「井上りな、富萌恵、長濱由紀、未来もも」が出演。（2012年8月5日 10:30 - 11:25、TVQ九州放送）
- テレビタミン - 「大野香澄、井上りな、吉岡ひかる、吉田真野、塚田美咲、磯邊チェスカ、上村美晴、藤崎サラ、南奈月」が出演。
（2012年9月19日 16:45 - 19:00、KKT 熊本県民テレビ）
- 九州魂 - 「西澤亜希」が出演。(2012年10月7日 25:25 - 25:55、KAB 熊本朝日放送)
- Pパラダイス - 2012年12月3日のP-ZONE伊都店で行われたイベントの模様を放送。（2012年12月17日 25:30 - 25:50、RKB毎日放送）
- Pパラダイス - 「吉田真野、磯邊チェスカ」が出演。（2012年12月24日 25:30 - 25:50、RKB毎日放送）
- ばりすごタイムス 冬休みSP - 「井上りな、未来もも、南奈月」が出演。（2012年12月30日 9:30 - 10:00、TVQ九州放送）
- スッキリ!! - 【うまいッス!!】のコーナーに「井上りな、大野香澄、江嶋綾恵梨」が出演。（2013年1月30日 9:30 - 9:44、日本テレビ）
- RKKワイド夕方いちばん - 「旅&グルメ」担当で毎週火曜日に「藤崎サラ」が出演。（2012年11月28日 - 2013年2月？、RKK熊本放送）
- ばりすごタイムス 春休みSP - 「大野香澄、井上りな、未来もも」が出演。（2013年3月30日 9:00 - 9:55、TVQ九州放送）
- 開店!SIRのパチスキ! （2016年9月9日 27:10 - 27:40、東京メトロポリタンテレビジョン）

#### 現在のレギュラー番組
- 情報発信型パチンコバラエティ番組 YAMAGUCHI パチンコ研究所 - 「井上りな」が出演。（2012年7月31日 - 、TYSテレビ山口）
- GeeBee - 「井上りな」が出演。（2012年10月4日（深夜） - 、TNCテレビ西日本）

#### 現在の準レギュラー番組
- JAM（2012年10月5日 - 、TVQ九州放送）

### テレビドラマ
- いと - 「戸内空美、恵りこ（麻美役）」が出演。（2013年4月3日 - 、OTOTOYとレコチョクで配信、DVD化も検討されている。）

### 舞台
- 『大きな虹のあとで』- 不動四兄弟 - - 「稲田光咲」が出演。（2012年12月15日、九州DD）

### CM
- しまうまプリント - 「深谷理紗」が出演。（2012年3月16日 - 2012年10月？）
- P-ZONE - 「吉田真野、河村ちさと、西澤亜希、中村夕貴、藤崎サラ、坂本綾、河野咲貴、内田奈々子」が出演。（2012年4月25日 - 2013年5月8日）
- Honda Cars 福岡 - 「西澤亜希」が出演。（2012年10月3日 - 12月）
- 福岡三越 - 「吉岡ひかる」が出演。（2012年10月4日 - 1年間）
- ハウステンボス
  - 「光の王国2013 チューリップ祭」 - 「西澤亜希」が出演。（2013年2月 - ）
- 福岡ホスピタリティ＆ブライダル専門学校 - 「西澤亜希」が出演。（2013年6月 - ）
- P-ZONE（2013年）
  - 「佐藤成生、樺嶋愛、澤村知佳、吹本侑花里、永岡沙也佳、友岡美希、西澤亜希、松樹りな」が出演。（2013年5月9日- 2013年9月16日）
  - 「大野香澄、樺嶋愛、松樹りな、吹本侑花里、佐藤成生、西澤亜希、永岡沙也佳、澤村知佳」が出演。（2013年9月16日-）

### ラジオ
- Aladdin バカヤロー Radio ! - 「大野香澄、井上りな、吉田真野」が出演。（2012年9月15日 24:00 - 26:00、CROSS FM）
- Aladdin バカヤロー Radio ! - 「井上りな、吉田真野、西澤亜希」が出演。（2013年2月2日 24:00 - 26:00、CROSS FM）
- 北九魂－KITAKYU SPIRIT－ - 「大野香澄、岡本柚果、西澤亜希」が出演。（2013年4月21日 20:45 - 21:00、CROSS FM）
- ラジプリズム - 「ラジプリ♪ロコドル・レーダー」のコーナーに「大野香澄」が電話出演。（2013年5月13日 22:00 - 24:00、RCC中国放送）
- よしもとRadioバリカタ!!! - 「井上りな、大野香澄」が出演。（2013年6月4日 22:00 - 23:50、RKBラジオ）
- よしもとRadioバリカタ!!! 「GIRLS☆PUNCH Tuesday QunQunの九州革命！」 - 「井上りな、大野香澄」が出演。（2013年8月6日 – 2014年3月25日（毎週火曜日） 22:45 - 22:55、RKBラジオ）
- ひろしまロコドルショーケース - 「大野香澄、松樹りな」が出演。（2014年4月12日 13:00 - 14:00、FMちゅーピー）

### インターネット放送
- QunQun.TV - 「QunQunメンバー」が出演。（2011年3月12日 - 、Ustream - QunQun.TV[注 1]）
- ゴツメン'75 第10回 - 「塚田美咲」が出演。（（2012年9月14日、Ustream - ゴツメン'75[注 2]）
- ラジオ×USTREAM『2012年北九州の旅』第6章 小倉北区 QunQunと遊ぶ街歩き 〜カワイイ、オイシイ 放課後の旅〜
「大野香澄、井上りな、磯邊チェスカ、藤崎サラ」が出演。（2012年11月13日、Ustream - CROSS FM）
- GoodJob TV 第24回 - 「磯邊チェスカ、桜田優里」が出演。（2012年11月20日、Ustream - GoodJob TV）
- 「ショールーム CINEMA 特別版」〜 映画「今日、恋をはじめます」大ヒット記念 7!!・LGMonkees Special Live in T・ジョイ博多〜
「大野香澄、江嶋綾恵梨」が出演。（2012年12月26日、Ustream - T・ジョイ博多）
- GoodJob TV 第28回 - 「大野香澄、浪治彩花」が出演。（2013年1月15日、Ustream - GoodJob TV）
- GoodJob TV 第31回 - 「大野香澄、堀彩夏」が出演。（2013年2月12日、Ustream - GoodJob TV）
- Shiおんch第1回放送 - 「大野香澄、井手口真子」が出演。（2013年5月30日、Ustream - SHIおん!!ch）

### ラジオ・インターネット同時放送
- QunQun ディスカバーKITAQ - 「大野香澄、村山しほり」が出演。（2011年12月21日、Ustream - FM KITAQ）
- QunQun ディスカバーKITAQ - 「大野香澄、恵りこ」が出演。（2012年1月18日、Ustream - FM KITAQ）
- QunQun ディスカバーKITAQ - 「大野香澄、檜美香、内村奈緒」が出演。（2012年1月25日、Ustream - FM KITAQ）
- アイドルユニットQunQunが生出演 - 「村山しほり、大野香澄、長濱由紀、吉岡ひかる、深谷理紗」が出演。
（2012年2月4日、Ustream - FM KITAQ）
- QunQun登場! ディスカバーKITAQ - 「深谷理紗、大野香澄」が出演。（2012年2月22日、Ustream - FM KITAQ）
- QunQun登場! ディスカバーKITAQ - 「大野香澄、井上りな」が出演。（2012年2月29日、Ustream - FM KITAQ）
- QunQunみぃたん登場！ディスカバーKITAQ - 「檜美香」が出演。（2012年3月14日、Ustream - FM KITAQ）
- QunQun登場！全国1位獲得報告♪ - 「檜美香、伊崎沙也加」が出演。（2012年5月9日、Ustream - FM KITAQ）
- AKBも良いけどやっぱQunQunでしょう！ みぃたん登場! ディスカバーKITAQ - 「檜美香」が出演。
（2012年6月6日、Ustream - FM KITAQ）
- QunQun 久々かっすん&みぃたん登場! 北九州グルメでかっすん焼きうどんごり押し! - 「大野香澄、檜美香」が出演。
（2012年6月20日、Ustream - FM KITAQ）
- 「塚原まきこの福ミミらじお」アイドルユニットQunQun登場♬! - 「井上りな、吉田真野」が出演。（2012年8月8日、Ustream - RKKラジオ）
- QunQun 五流メンバー登場！気持ちは一流だっ！ダンボールボートレース告知!（2012年8月22日、Ustream - FM KITAQ）
- QunQun ディスカバーKITAQ - 「内村奈緒、磯邊チェスカ」が出演。（2012年11月14日、Ustream - FM KITAQ）
- FMKITAQ - 「浪治彩花、大野香澄」が出演。（2013年4月3日、Ustream - FM KITAQ）
- COMI×TEN「Q州アイドル夢ラジオ」- 「河村ちさと、西澤亜希」が出演。（2013年7月9日、Ustream - コミュニティラジオ天神）
- ｷﾀ━(ﾟ∀ﾟ)━『きたきたキタQ7』（わっしょい100万PRラジオ）- 「大野香澄、浪治彩花、生田桃子」が出演。（2013年7月10日、Ustream - FM KITAQ）
- COMI×TEN「西澤亜希のこころ☆リセット」（2013年10月3日-2013年12月26日、Ustream - コミュニティラジオ天神）
- COMI×TEN「Q州アイドル夢ラジオ」（2013年7月16日-2014年2月25日、Ustream - コミュニティラジオ天神）

### その他
- 九州ビジネスチャンネル（QBC）
- ダイショーのアイデアレシピ - 「吉田真野」が出演。（プロモーションDVD、全国各地のスーパー等で放送）

## 書籍等

### 写真集
- QunQun OFFICIAL PHOTO BOOK vol.1（2012年12月1日、三交社）ISBN 978-4-87919-707-8

### 雑誌
- 福岡Walker（2012年6月号） - 蛍特集に「長濱由紀、藤崎サラ」が掲載。
- シティ情報ふくおか（2012年6月号） - QunQunが掲載。
- NO!!（2012年8月号） - FUKUOKAアイドルグループ名鑑に、QunQunが掲載。
- 福岡Walker（2012年10月号） - アイドル温泉特集に「塚田美咲、藤崎サラ」が掲載。
- まっぷる家族でおでかけ 九州'14 - 「戸内空美」が掲載。（2013年2月15日、昭文社）ISBN 978-4398272881
- ウレぴあ 2013年 Spring (2013年5月号) - QunQunが掲載。（2013年3月25日、ぴあ）
- De☆View (2013年7月号) - QunQunが掲載。（2013年6月1日、オリコン・エンタテインメント）

### フリーペーパー
- 求人×情報マガジン My Color（2012年12/4号 vol.00136） - 表紙に「大野香澄」とQunQunが掲載。
- 求人×情報マガジン My Color（2012年12/18号 vol.00138） - 表紙に「吉田真野」とQunQunが掲載。
- 求人×情報マガジン My Color（2013年1/22号 vol.00142） - 表紙に「井上りな」とQunQunが掲載。
- 求人×情報マガジン My Color（2013年2/5号 vol.00144） - 表紙に「塚田美咲」とQunQunが掲載。
- 求人×情報マガジン My Color（2013年2/19号 vol.00146） - 表紙に「吉岡ひかる」が掲載。
- 求人×情報マガジン My Color（2013年3/12号 vol.00149） - 表紙に「藤島瑞希」とQunQunが掲載。
- 求人×情報マガジン My Color（2013年3/26号 vol.00151） - 表紙に「磯邊チェスカ」とQunQunが掲載。